# Louis Benjamin Fleuriau de Bellevue
Louis Benjamin Fleuriau de Bellevue (* 23. Februar 1761 in La Rochelle; † 9. Februar 1852 ebenda) war ein französischer Naturforscher (Geologe), Philanthrop und Politiker.

## Leben
Fleuriau de Belleville stammte aus einer wohlhabenden protestantischen Familie in La Rochelle, die eine Plantage in Santo Domingo besaß. 1770 bis 1781 wurde er an der Akademie von Genf protestantisch erzogen, wobei er von Horace Bénédict de Saussure in die Naturwissenschaften eingeführt wurde. Nach dem Tod seines Vaters 1787 reiste er bis 1793 durch Europa auf geologischer Studienreise (unterbrochen von Aufenthalten in La Rochelle). Er besuchte Neapel und den Vesuv, Sizilien und den Ätna, Malta, das übrige Italien, Süddeutschland, die Schweiz und die Alpen (wobei er mit Déodat Gratet de Dolomieu 1789 in Südtirol war und sich mit ihm befreundete). Daraus entstanden eine Reihe von Abhandlungen. Seine umfangreiche geologisch-paläontologische Sammlung, seine Bibliothek und seine ethnographische Sammlung kam in das Naturkundemuseum von La Rochelle, das aus einem Museum des von ihm 1835 mit gegründeten Naturkundevereins von Charente-Inférieur entstand.
Er publizierte 1804 über Vulkane, die er in Italien in Aktion gesehen hatte (und trat dabei für den Plutonismus und gegen die Neptunisten ein), und über ein Erdbeben in Kalabrien von 1783 (womit sich auch Dolomieu befasst hatte), befasste sich mit Meteorologie, untersuchte den Meteoritenfall von Jonzac von 1819 und veröffentlichte über Mineralogie, wobei er Kristalle mit dem Mikroskop untersuchte. Er beschrieb auch fossile Pflanzen (genauer einen fossilen Wald mit kreidezeitlichen Lignit-Versteinerungen, der dank der großen Tidenhube gut zugänglich ist) auf der Île-d’Aix. Seine Veröffentlichungen machten Eindruck auf die zeitgenössischen Geologen und er pflegte Kontakte Wissenschaftlern in Paris wie Alexandre Brongniart und Alexander von Humboldt.
Er war 1801 bis 1850 im Conseille Générale von Charente-Inférieur, war von 1804 bis zu seinem Tod im Stadtrat von La Rochelle (wobei er mehrfach ablehnte, Bürgermeister zu werden) und 1820 bis 1830 war er Deputierter in der Nationalversammlung von Charente-Inférieure.
1808 war er Präsident der Académie des belles-lettres, sciences et arts de La Rochelle. 1816 wurde er korrespondierendes Mitglied der Académie des sciences. 1821 wurde er Ritter und 1825 Offizier der Ehrenlegion.